# Schachtwärmetauscher
Schachtwärmetauscher,  auch unter der Bezeichnung Schachtkühler bekannt,   sind feststehende Schüttgutwärmetauscher für kontinuierliche Prozesse in der Verfahrenstechnik.

## Aufbau
Schachtwärmetauscher bestehen im Wesentlichen aus einer Vielzahl von Vierkantrohren, die in Wärmetauscherpaketen übereinander angeordnet sind. Die Enden der Rohre sind mit Kopfplatten verschlossen. Dahinter befinden sich Umlenkkammern für das Kühl- bzw. Heizmedium. 
Die Längsseiten der jeweils äußeren Rohre besitzen Blechstreifen, die das Produkt im Schacht halten. Zusätzlich findet man des Öfteren zum Schutz der Umgebung oder der Produktqualität Türen, mit denen die Seitenwände verschlossen werden können.
Über bzw. unter dem Kühler befinden sich Ein- bzw. Austragstrichter. Verschiedene Fördereinrichtungen für Schüttgüter, wie z. B. Förderschnecken, Becherwerke o. ä. sind den Kühlen nachgeschaltet.

## Funktionsweise
Die Kühlung oder Erwärmung der Schüttgüter im Schachtwärmetauscher geschieht indirekt; mittels Wasser, Thermalöl oder Dampf. Das Heiz- bzw. Kühlmedium fließt durch die Vierkantrohre. Medium und Produkt werden dabei im Kreuzgegenstrom zueinander geführt.
Die Kühler arbeiten nach dem Moving-Bed-Prinzip. D. h. es wird eine Produktsäule erzeugt, die zwischen den Kühlrohren kontinuierlich abwärts fließt. Ein Austragsboden mit variablen Öffnungsquerschnitten dient dabei zur Regelung von Verweilzeit und Fließgeschwindigkeit.

## Anwendungen
Schachtwärmetauscher können zur Kühlung oder Erwärmung aller rieselfähigen Schüttgüter eingesetzt werden, die hinsichtlich Korngröße und Schüttwinkel den Anforderungen der Apparate entsprechen.
Man findet die Wärmetauscher häufig hinter Drehrohröfen und Trocknern zur Kühlung von z. B. mineralischen (Quarzsand, Ilmentit etc.) oder chemischen Produkten (Dünger, Soda etc.). Die Eintrittstemperaturen der Produkte können dabei bis zu 1200 °C betragen.

## Verfahrenstechnische Besonderheiten
Durch die Verwendung von Vierkantrohren ergibt sich eine optimale Nutzung der Austauschfläche (hoher Wärmedurchgangskoeffizient), woraus eine sehr kompakte Bauweise resultiert. 
Daher und aufgrund ihrer Funktionsweise benötigen Schachtwärmetauscher nur eine geringe Grundfläche, können je nach Anwendung aber relativ hoch werden. 
Da sie kaum bewegte Teile besitzen sind sie in der Regel wartungsarm und haben einen niedrigen Energieverbrauch. Probleme mit Lärm- oder Staubbelastung der Umgebung entstehen kaum.